# Sant Josep de sa Talaia (kommun)
Sant Josep de sa Talaia är en kommun i Spanien. Den ligger i den autonoma regionen Balearerna i östra delen av landet. Antalet invånare är 29 664 (2024).  Sant Josep de sa Talaia ligger på ön Ibiza.